# Mariensäule (Nymburk)

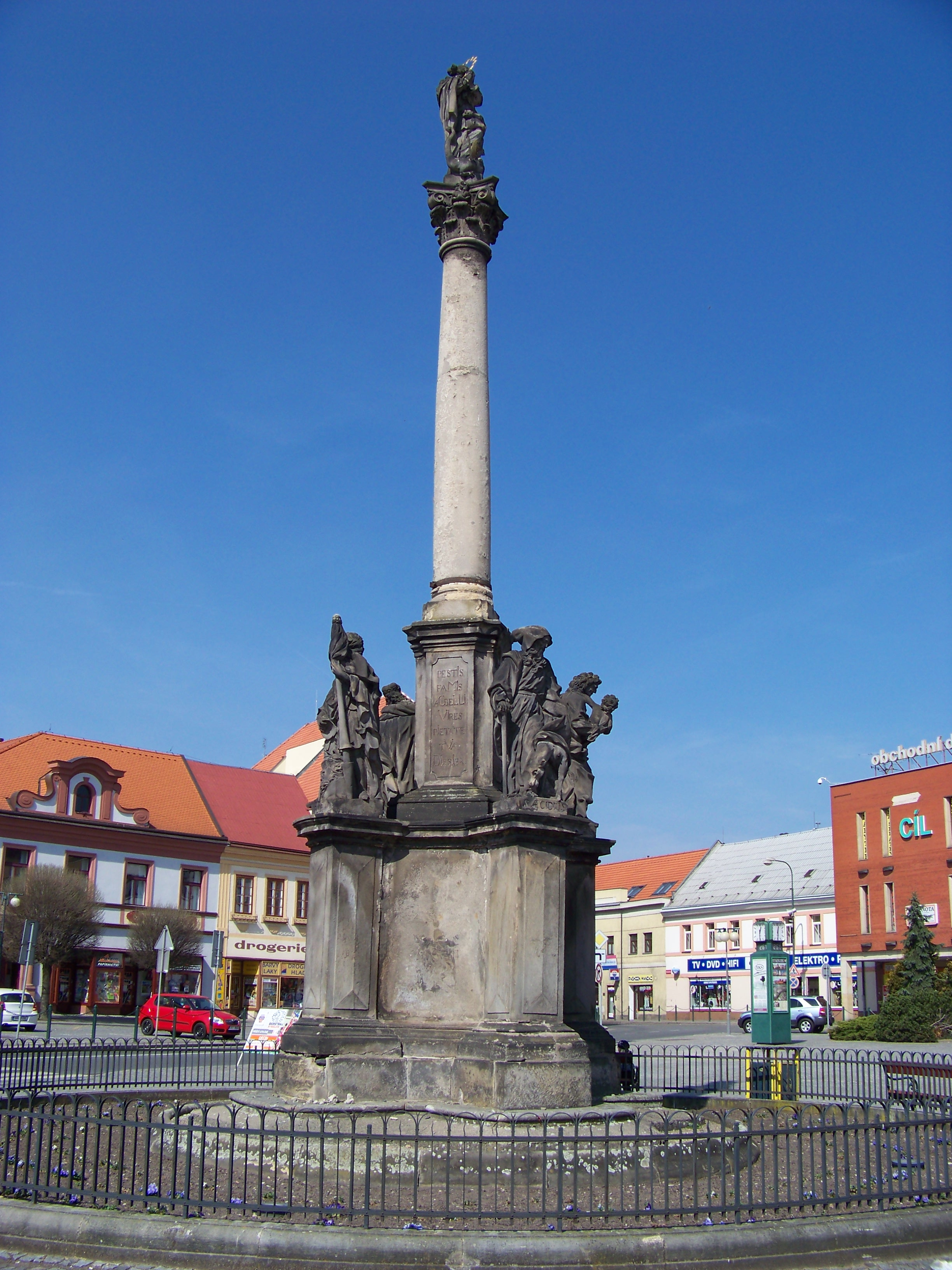
Mariensäule in Nymburk

Die Mariensäule in Nymburk (deutsch Nimburg), einer tschechischen Stadt im Okres Nymburk der Mittelböhmischen Region, wurde 1717 errichtet. Die Mariensäule auf dem Marktplatz ist ein geschütztes Kulturdenkmal.
Die hohe Säule mit der Figur der Muttergottes wird umgeben von den Heiligen Wenzel, Florian, Ägidius und Josef von Nazaret mit Kind.
Zwischen den Heiligen sind am Säulenschaft vier lateinische Chronogramme zu lesen. Alle ergeben die Jahreszahl 1717:
| Chronogramm                                        | Übersetzung                                                                          |
| -------------------------------------------------- | ------------------------------------------------------------------------------------ |
| ILLIbatae DeIparae aC patronIs sVIs nIMbVrga ponIt | Der unversehrten Gottesmutter und seinen Schutzpatronen setzt Nimburg [diese Säule]. |
| aVstrIaCae DoMVs sCeptrIs faVe                     | Sei den Zeptern des Hauses Österreich gewogen!                                       |
| Vrbs Defensa Manes Isto qVIa fVLta CoLosso es      | Stadt, du bleibst verteidigt, weil du auf diesen Koloss gestützt bist.               |
| pestIs faMIs aC beLLI VIres pIetate tVa DIssIpa    | Vertreibe durch deine Güte die Mächte der Seuche, des Hungers und des Krieges!       |

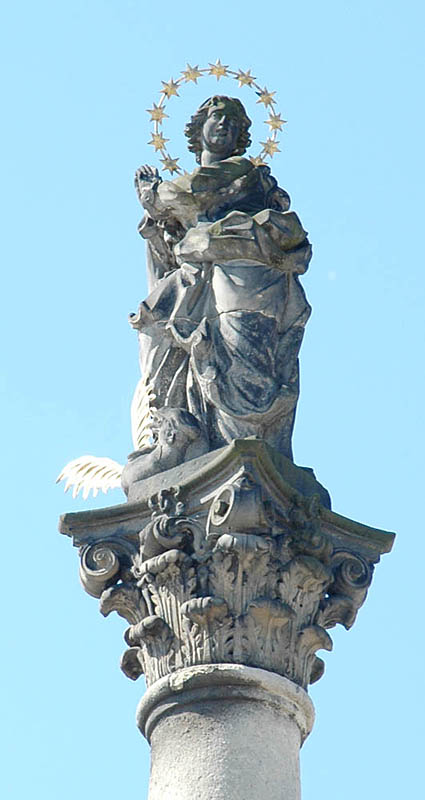
Muttergottes
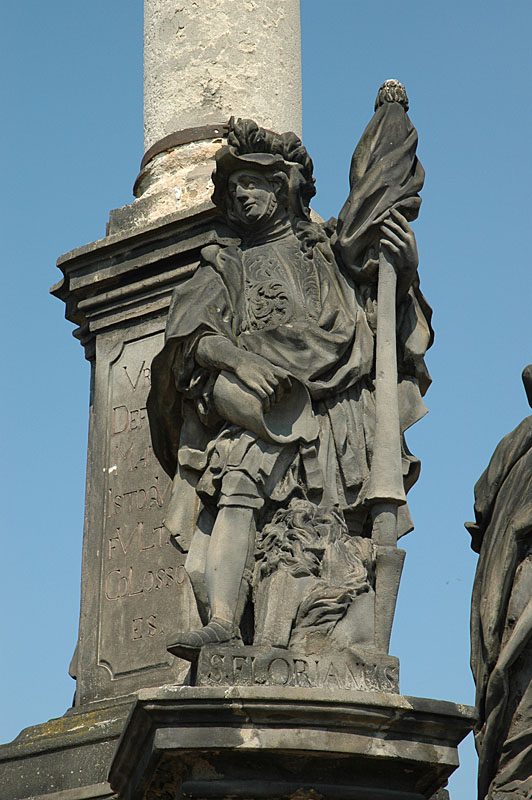
Heiliger Florian
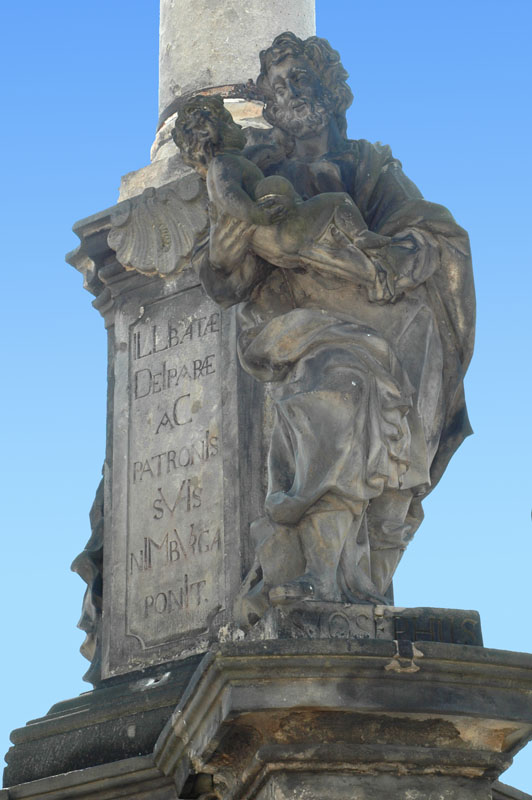
Heiliger Joseph
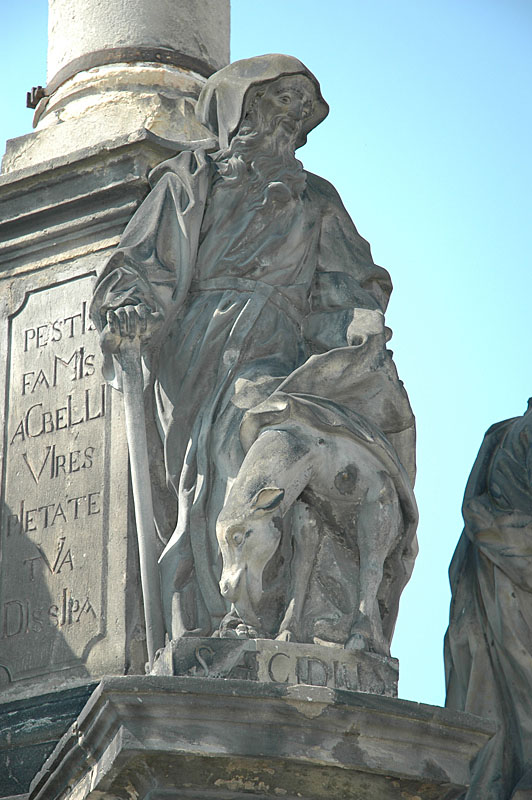
Heiliger Ägidius